# Pistacja palestyńska
Pistacja palestyńska, terebint (Pistacia palaestina Boiss.) – gatunek drzewa występującego w Lewancie, szczególnie w Izraelu i Syrii. Nazywana również terebintem, podobnie jak pistacja terpentynowa także występująca w tym regionie.

## Morfologia i ekologia
Małe drzewo lub krzew o wysokości 3–5 m. Kora brązowa lub czerwonawa. Liście parzysto-pierzasto złożone, o  listkach eliptycznych, długo zbiegających na szczycie, nieco owłosionych na brzegach. Kwiaty różowe, zebrane w rozłożyste i rozgałęzione kwiatostany. Owocem jest wydłużony, lub zagięty, kiełbaskowatego kształtu pestkowiec.
Rośnie w lasach, zaroślach, na stepach, półpustyniach oraz zbiorowiskach roślinnych typu makia.

## Konotacje w kulturze
- W Starym Testamencie w tekście masoreckim występuje słowo elah (l. mn. elot) oznaczające terebint. Słowo to czasami tłumaczone jest jako dąb. Po hebrajsku dąb to alon. W biblijnym przekazie o patriarsze Abrahamie w trzech kolejnych rozdziałach Księgi Rodzaju, 12-14, miejsce obozowania nazywane jest Terebintami Mamre[6]. Tradycyjnie polskie tłumaczenia nazywają to miejsce Dębami Mamre. Tak jest np. w tłumaczeniu Biblii Tysiąclecia[7]. Najbardziej ewidentnym odniesieniem do terebintu w Biblii jest fragment z Pierwszej Księgi Samuela, gdzie natchniony autor opisuje potyczkę młodego Dawida z Goliatem. Walka odbyła się w Dolinie Terebintu, hebr. עמק האלה Emek HaElah[8]. Szereg cytatów odnosi się do terebintu w hebrajskim tekście Księgi Sędziów: Cheber Kenita rozbił swój namiot koło Terebintu w Saannaim (Sdz 4,11, Biblia Tysiąclecia tłumaczy Dębu w Saannaim); Anioł Jahwe usiadł pod terebintem w Ofra (Sdz 6,11, tak również i w Biblii Tysiąclecia); możni miasta Sychem zgromadzili się i przyszedłszy pod terebint, gdzie stała stela w Sychem, ogłosili Abimeleka królem (Sdz 9,6, Biblia Tysiąclecia tłumaczy dąb). W sumie słowo pojawia się 10 razy w Biblii Hebrajskiej: 4 razy w Księdze Rodzaju, 3 razy w Księdze Sędziów i po jednym razie w Księdze Powtórzonego Prawa, Księdze Jozuego i Pierwszej Księdze Samuela[9]. W Ziemi Świętej występują 3 gatunki pistacji: pistacja atlantycka (P. atlantica), palestyńska i kleista (P. lentiscus), do nich więc odnoszą się cytaty Biblii[10].

- Pistacje były przez Żydów oraz ościenne ludy czczone, stąd też obecnie można spotkać ich okazy liczące nawet tysiąc lat[10].